# Škrat gleda vlak
Škrat gleda vlak (nemško Gnom, Eisenbahn betrachtend) je slika v olju na tabli iz leta 1848, nemškega slikarja Carla Spitzwega.

## Opis
Majhen škrat s sivo brado in koničastim klobukom stoji na vhodu v jamo na visoki pečini. Gleda na pokrajino s hribi in drevesi ter mesto v daljavi v ozadju. Ob vznožju hriba gre mimo silhueta železniškega vlaka in iz lokomotive izhaja siv dim.

## Analiza
Leta 2008 je umetnostni zgodovinar Florian Illies primerjal J. M. W. Turnerjev Dež, para in hitrost (Velika zahodna železnica)  (Rain, Steam and Speed - The Great Western Railway (1844)), »preboj moderne v umetnostno zgodovino« in sliko Škrat gleda vlak interpretiral kot Spitzwegov samozavesten ironičen komentar slovesa kot nekoga, ki je hotel ustaviti čas. Po Illiesovih besedah je Spitzwegov Škrat karikatura nekoga, ki misli, da lahko gleda, kako sodobni svet prihaja in odhaja iz njegove jame.
Analizirajoč sliko leta 2018, jo je nemški študent Theodore Ziolkowski primerjal z romanom Charlesa Dickensa Dombey in Son (1848), pesmijo Williama Wordswortha O predvideni železnici Kendal in Windermere (1844) in več besedili Josepha Freiherra von Eichendorffa. Železnica tukaj simbolizira novo tehnologijo, ki je sprejeta, a tudi destruktivna. Spitzwegovo kompozicijo z dvignjeno figuro, ki gleda skozi pokrajino, so prej uporabljali romantični slikarji, kot so Caspar David Friedrich, John Constable in Eugène Delacroix. Namesto da bi posredoval romantično sporočilo, je Spitzwegov Škrat humorističen, na videz idilična slika pa ironična. Ziolkowski je zapisal: »Nobena slika ne bi mogla natančneje označiti umetnikovega priznanja, da je romantiko, v kateri je začel svojo kariero, izpodrinil tehnološki razvoj sodobnega sveta - razvoj, ki obvešča o njegovi sodobni bidermajerski kulturi in bližajočem se realizmu. Romantično spoštovanje do umetnosti, ki je štela za nadomestek religije, je umaknil humor in ironija.«

## Zgodovina
Slika Škrat gleda vlak je bila izdelana desetletje po odprtju prve železniške proge v Nemčiji, tehnologija pa je hitro postala običajna. Na pokrovu škatlice za cigare je bila naslikana z oljem.

## Poreklo
Slika je pripadala Spitzwegovemu nečaku majorju Karlu Lorecku, Hugu Helbingu v Münchnu, E. Ullmannu na Dunaju, H. Meyerju v Münchnu (od oktobra 1937) in H. E. Martiniju v Augsburgu (od 1951). 5. aprila 2008 je bila prodana na dražbi za 69.600 EUR.
Od 1950-ih je bila znana tudi pod imenom Gnomen (angleško Gnomes). To je povzročila napaka Güntherja Rönnefahrta med njegovo katalogizacijo Spitzwegovih del. Rönnefahrt je imel dostop samo do črno-bele fotografije slike in mislil je, da je v senci jame videl drugega gnoma.